# 第二十一饕餮军团
第二十一饕餮军团（英語：Legio XXI Rapax）古罗马军队建制名称。由屋大维于公元前31年建立并存在至公元92年。该军团曾先后参加坎塔布连战争和镇压雷蒂安人起义等一系列相关军事活动。目前该军团的最终结局尚未定论。普遍的观点认为，公元92年，该军团在多瑙河下游与萨尔马提亚人的战斗中全军覆没。造成该军团覆灭的主力可能为萨尔马提亚中的罗克索拉尼部落。